# Ise (Seiche)
Die Ise ist ein Fluss in Frankreich, der im Département Ille-et-Vilaine in der Region Bretagne verläuft. Sie entspringt im südlichen Gemeindegebiet von Janzé, beim Weiler La Croix Blanche, entwässert trotz einiger Richtungsänderungen generell in nordwestlicher Richtung und mündet nach rund 30 Kilometern am südlichen Ortsrand von Noyal-Châtillon-sur-Seiche als linker Nebenfluss in die Seiche.

## Orte am Fluss
- Janzé
- Brie
- Corps-Nuds
- Bourgbarré
- Saint-Erblon
- Noyal-Châtillon-sur-Seiche